# Ba Maw

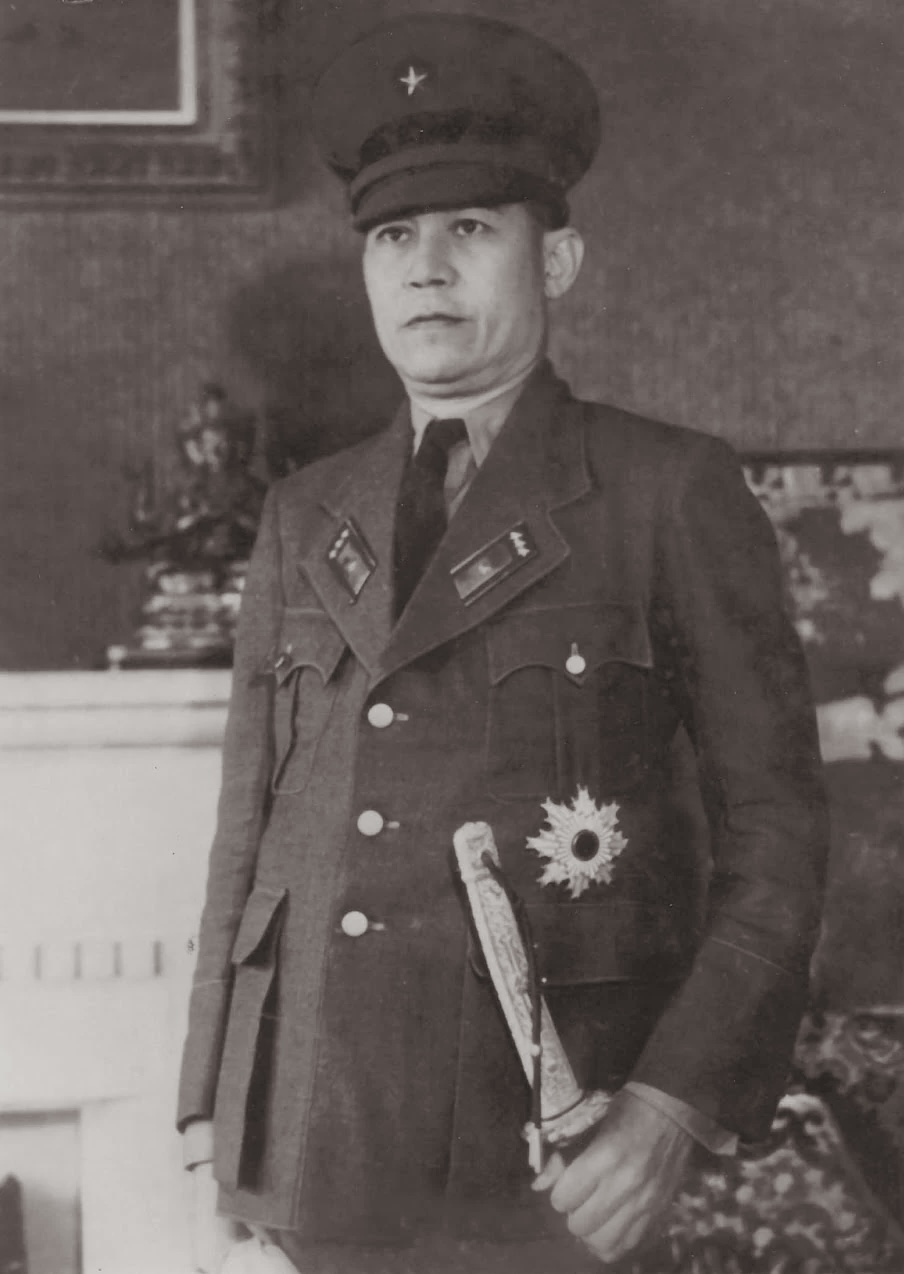
Ba Maw (1943)

Ba Maw (birmanisch ဘမော်; * 8. Februar 1893 in Ma-ubin; † 29. Mai 1977 in Rangun) war ein Politiker aus Burma, heute Myanmar, der zur Zeit des Zweiten Weltkrieges Premierminister von Burma war.

## Anfänge
Ba Maw wurde am 8. Februar 1893 in der Stadt Ma-ubin geboren. Sein Vater war ein Beamter der letzten burmesischen Könige Mindon Min und Thibaw Min, die sich beide für die Unabhängigkeit Burmas von der britischen Krone einsetzten. In der Zeit des ersten Aufbegehrens gegen die Kolonialherrschaft durch Großbritannien lernte Ba Maw am Rangoon College und an der Universität im indischen Kalkutta. Nach seinem Studium arbeitete er zunächst als Lehrer am Rangoon College. 1917 ging er nach England, um an der Universität von Cambridge zu studieren. Im Jahre 1924 erhielt er ein Doktorat in Philosophie an der Universität von Bordeaux in Frankreich. Im gleichen Jahr kehrte er nach Burma zurück, wo er sich als praktizierender Anwalt niederließ.

## Politische Karriere vor dem Zweiten Weltkrieg
In der Folge stieg Ba Maw zum Anführer der burmischen Partei auf, die sich als landesweit erste nationalistische politische Organisation gegen die Kolonialpolitik Großbritanniens auflehnte. Sie erreichte eine Mehrheit bei den Parlamentschaftswahlen im Jahre 1932, sodass Ba Maw Minister für Bildung und öffentliche Gesundheit wurde. Ein wesentlicher Grund für seine Popularität in Burma war seine Nähe zu Saya San, einem nationalistischen Politiker, der von 1930 bis 1932 eine Rebellion gegen die Briten anführte, die scheiterte. Aufgrund seiner Eigenschaft als Anwalt unterstützte Ba Maw viele von Saya Sans Anhängern in den anschließenden Gerichtsprozessen. Saya San wurde 1932 verhaftet und fünf Jahre später wegen Landesverrats hingerichtet.
1936 gründete Ba Maw eine eigene Partei, die buddhistisch-demokratische Sinyetha-Partei (Partei des armen Mannes). Diese hatte einige sozialistische Anklänge und in den Städten Rückhalt vor allem bei Hafen- und Ölarbeiter, während auf dem Land vor allem konservative Landbesitzer und bedeutende Persönlichkeiten sie unterstützen, die von Ba Maws Patronage profitierten. Zwar scheiterte diese bei den Parlamentschaftswahlen 1936, aber Ba Maw wurde 1937 trotzdem der erste burmische Ministerpräsident seit der Abtrennung von Indien. Während dieser Zeit erlebte seine Popularität in der Bevölkerung einen erheblichen Rückgang, da er die meisten seiner Wahlversprechen nicht einhielt.

## Zweiter Weltkrieg
Zu Beginn des Zweiten Weltkriegs nahmen die Engländer 1940 Ba Maw aufgrund seiner Ankündigung, Großbritannien im bis dahin rein europäischen Krieg nicht mehr zu unterstützen, fest. Nach dem Einmarsch der Japaner in Burma 1942 kam er aus dem Gefängnis frei. Im gleichen Jahr wurde er durch die Japaner zum Leiter des provisorischen Verwaltungsausschusses ernannt. Am 1. August 1943 wurde Burma formell für unabhängig erklärt. Ba Maw wurde Premierminister. Seinem Kabinett gehörten Aung San als Kriegsminister, der Kommunist Than Tun und die sozialistischen Führer U Nu und Bo Mya an. Burma blieb de facto jedoch unter japanischer Kontrolle und wurde wirtschaftlich ausgebeutet.
Es wurde schnell klar, dass die japanischen Unabhängigkeitsversprechen nicht ernst gemeint waren. Aung San nahm Verhandlungen mit den Führern der Kommunisten, Than Tun und U Soe sowie der Sozialisten Ba Swe und Kyaw Nein auf, um den Widerstand gegen die Japaner zu organisieren. Im August 1944 gründeten die Kommunistische Partei, die Revolutionäre Volkspartei und die Burma National Army (BNA) auf einem Geheimtreffen in Bago die „Anti-Faschistische Organisation“ (AFO).
Zwischen der AFO und den Alliierten gab es 1944 und 1945 informelle Kontakte durch die britische Force 136, die südostasiatische Abteilung der Special Operations Executive. Am 27. März 1945 organisierte die BNA einen landesweiten Aufstand gegen die Japaner, um den alliierten Vormarsch zu unterstützen – der 27. März wurde später als „Tag des Widerstandes“ gefeiert.

## Nach dem Krieg
Bis Mai 1945 waren die meisten Gebiete Burmas von den Japanern befreit und Ba Maw musste als Premierminister aufgeben. Er floh zusammen mit japanischen Truppen, gelangte nach Tokio und versteckte sich dort in einem Kloster. Dort ergab er sich erst Monate später den britischen Besatzungstruppen, von denen er ins Gefängnis gesteckt wurde. Seitdem spielte er nie wieder eine wichtige Rolle in der Politik seines Landes. Dennoch blieb er als politischer Beobachter der jeweiligen Regierungen im heutigen Myanmar jederzeit in der Öffentlichkeit präsent. 1966 wurde er vom damaligen Militärdiktator General Ne Win wegen angeblicher Kooperation mit Rebellen verhaftet. Nach seiner Freilassung 1968 lebte er dann zurückgezogen in Rangun, wo er am 29. Mai 1977 im Alter von 84 Jahren starb.

## Memoiren
- Breakthrough in Burma.Memoirs of a Revolution, 1939–1946: Yale University Press, New Haven and London 1968.